# Arnold Schaepkens
Pour les articles homonymes, voir Schaepkens.
Arnaud Schaepkens
Jean Arnold Antoine (ou Arnaud) Schaepkens (né à Maastricht le 13 octobre 1816 et mort à Ixelles le 7 juin 1904) est un peintre belgo-néerlandais, également lithographe, aquarelliste, dessinateur et aquafortiste.
Sa palette s'exprime indifféremment dans le style académique ou dans le style romantique. Son travail, à l'instar de celui de ses frères Théodore et Alexander, également actifs dans les arts visuels, a une valeur artistique limitée, mais à certains égards, offre une grande valeur documentaire.

## Biographie

### Origines familiales
Arnold Schaepkens est né dans une famille bourgeoise assez aisée de Maastricht. Il est le huitième enfant de Joannes Arnoldus Schaepkens (1770-1849), né en Prusse, et de Marie Anne Rijckelen (1776-1846) de Maastricht. Le père de Schaepkens est serrurier et vend des poêles. La famille habitait au-dessus du magasin de la Grote Staat (alors no 665 ; aujourd'hui no 23), dans une maison largement rénovée au XXe siècle.

### Formation
Les frères artistes Théodore, Alexander et Arnold ont tous trois fréquenté l'athénée royal après l'école primaire, alors situé dans l'ancien monastère dominicain de la Helmstraat. De plus, ils ont étudié à la Stadtekenschool, fondée par la municipalité en 1823, située dans l'ancienne église des Augustins et dirigée par le peintre Pierre Lipkens.
Arnold Schaepkens s'inscrit à l'académie royale des beaux-arts d'Anvers, où il est formé, entre autres, par son frère Théodore et par l'aquafortiste Erin Corr. Il travaille ensuite à Maastricht.

### Retour à Bruxelles
Schaepkens revient à nouveau à Bruxelles de 1855 et s'y installe définitivement, jusqu'à sa mort. Il loge chez son frère Alexander célibataire, comme lui, dans la propriété que ce dernier avait acquise en 1848. Cette propriété comprend une maison et un grand jardin dans la commune de Saint-Josse-ten-Noode, rue de l'Abondance, dans laquelle Alexander a fait construire un spacieux atelier. Ce dernier est meublé dans un style médiéval avec des armures, des armes, des costumes et des bannières.
Arnold Schaepkens, en qualité d'historien amateur, publie divers ouvrages inventoriant le patrimoine religieux et civil de Belgique et de la région de Maastricht. Il illustre lui-même ses publications par des lithographies et des estampes. Ses ouvrages sont remarqués, dès 1850, par le Comité historique des arts et monuments de France qui loue son Trésor de l'art ancien : « Le beau volume qu'il vient de nous donner est le gage de ceux qu'il nous réserve. Le texte est d'une grande sobriété. Il décrit brièvement et clairement , donne les dates et inscriptions ; il n'est là, qualité rare, que pour compléter les gravures. ». Il marque une prédilection pour le Moyen Âge et expose, notamment, au Salon d'Anvers de 1867 un dessin intitulé Eberhard comte de Wurtemberg pleurant, dans son camp, la mort de son fils. Ses œuvres rencontrent, de son vivant, un certain succès et certaines d'entre elles, des eaux-fortes, sont acquises par la bibliothèque de Paris en 1868.
Son frère Alexander meurt des suites d'une longue maladie à l'âge de 73 ans, le 17 décembre 1883. Ses frères ont fait don de certaines de ses œuvres à des musées belges, les autres sont vendues publiquement en 1887. Arnold Schaepkens meurt dans sa maison, no 25, rue Souveraine, à Ixelles, le 7 juin 1904, à l'âge de 87 ans.

## Œuvres

### Œuvres picturales
Dessins, estampes et lithographies

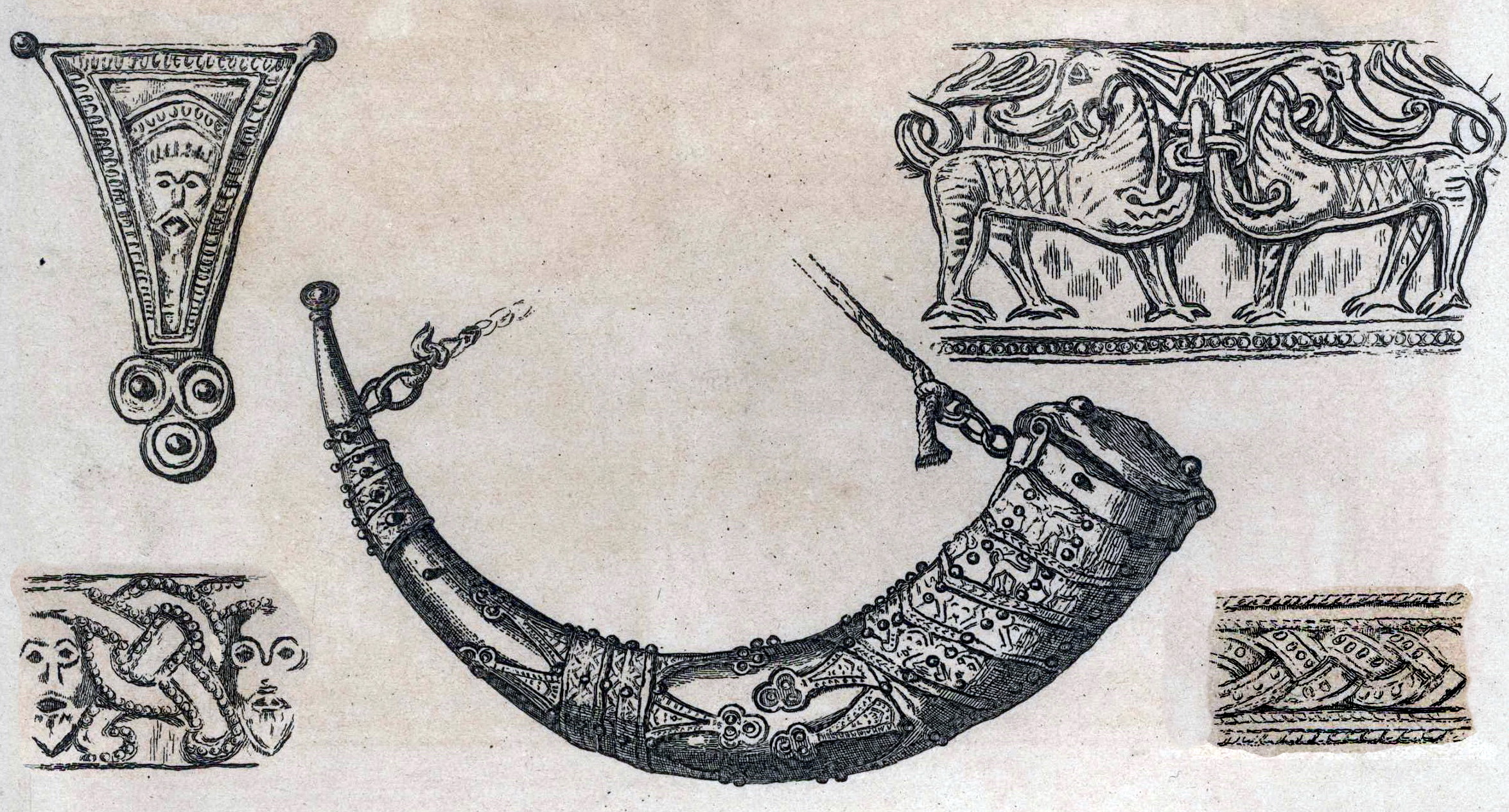
Objets Viking (Trésor de l'art ancien monuments artistiques et archéologiques par Arnaud Schaepkens, 1847).
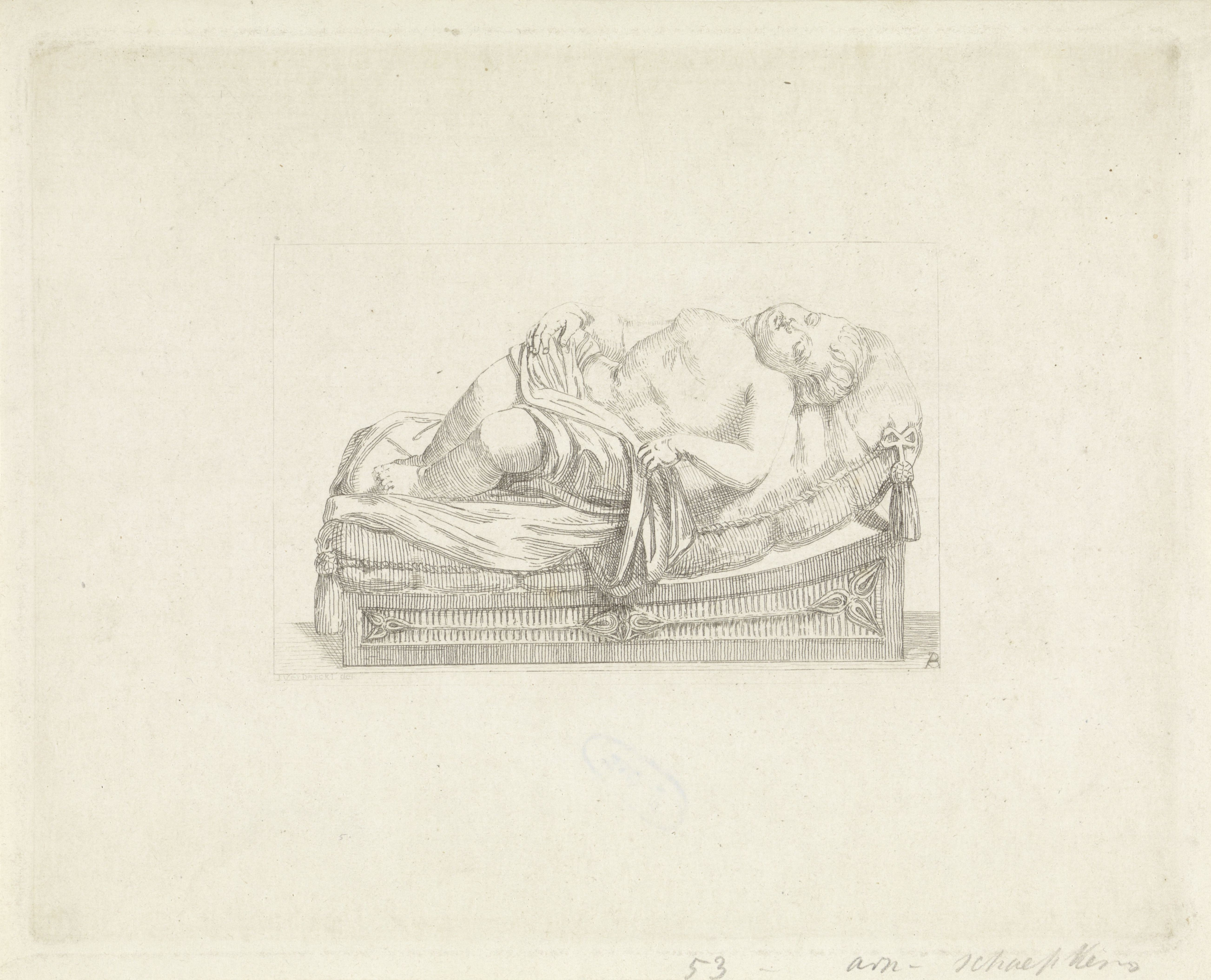
Enfant endormi (gravure conservée au Rijksmuseum).
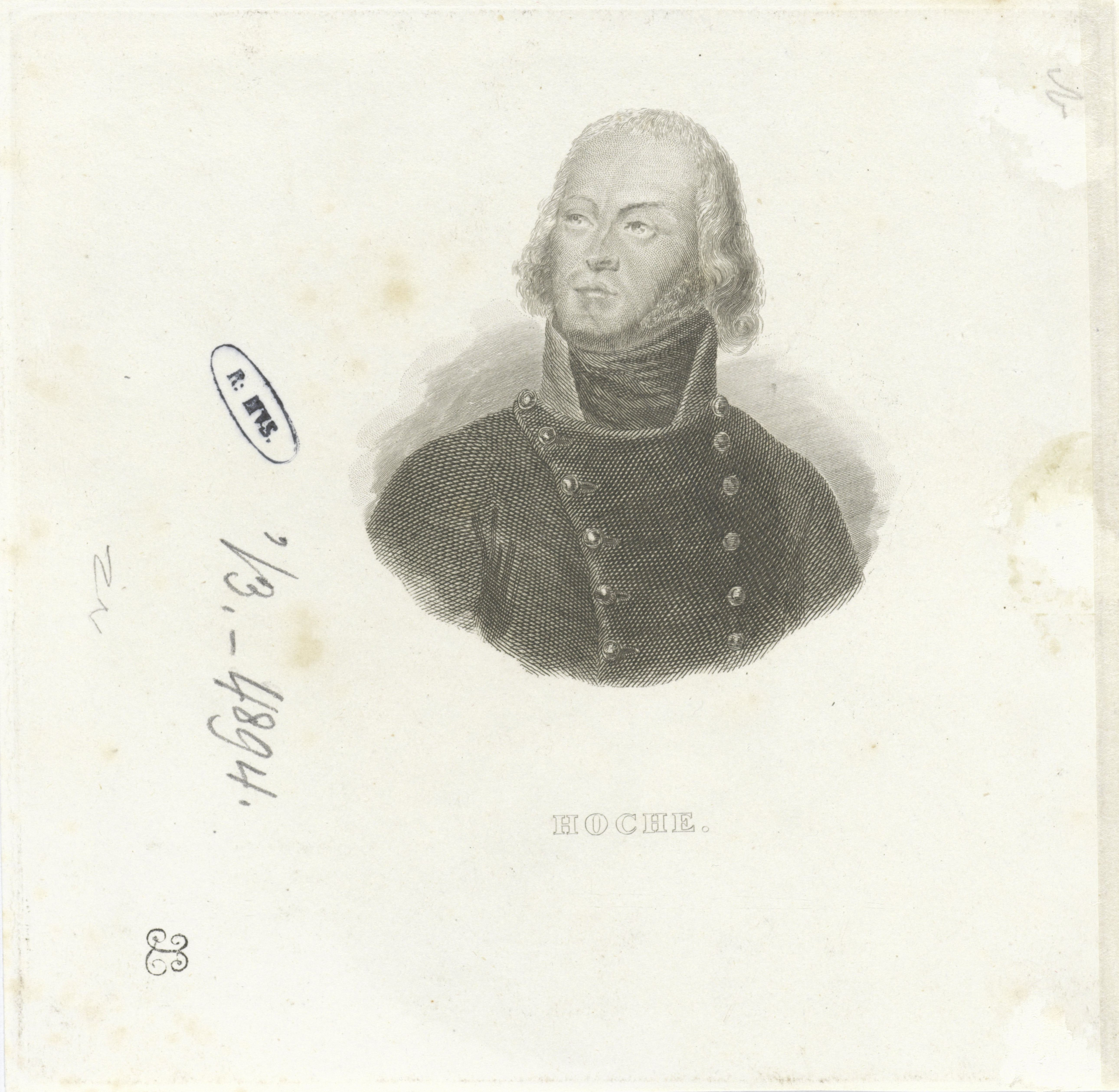
Portrait de Louis Lazare Hoche (lithographie conservée au Rijksmuseum).
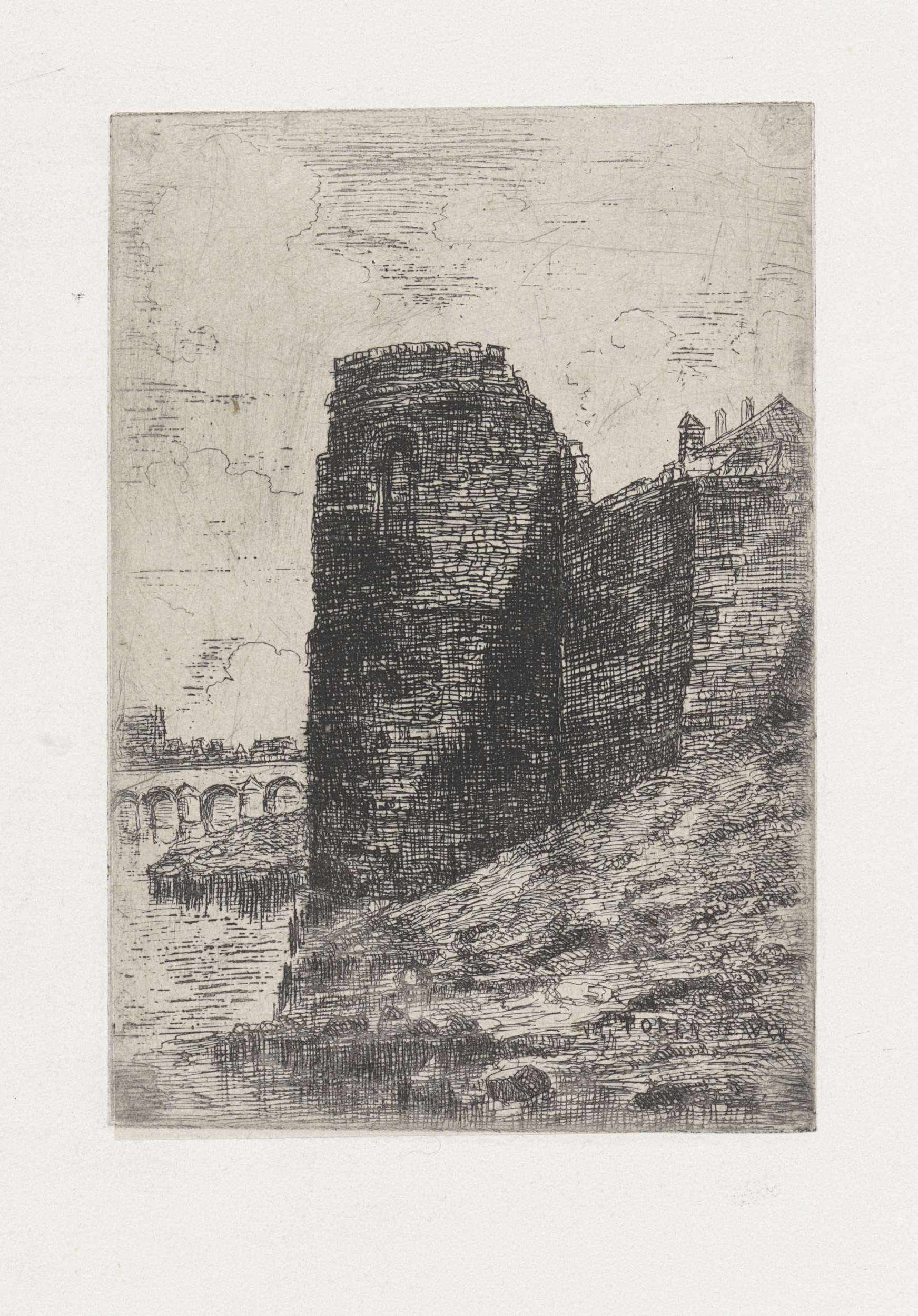
Vue d'une tour fortifiée à Wyck, près de Maastricht (lithographie conservée au Rijksmuseum).

### Œuvres historiques illustrées
- Arnold Schaepkens et Alexander Schaepkens, Trésors de l'art ancien, sculpture-architecture, ciselures, émaux, mosaïques et peintures recueillies en Belgique et dans les provinces limitrophes : Monuments artistiques et archéologiques, pour la plupart inédits, dessinés d'après nature et gravés par Arnaud Schaepkens, 30 planches grand in-folio, avec texte explicatif, Bruxelles, 1846.
- Arnaud Schaepkens, Antiquités et objets d'art dans les églises de village, Bruxelles, 1847 (lire en ligne).
- Jean Arnaud Antoine Schaepkens, Relation du siège et du bombardement de la ville de Maestricht, Maastricht, Leiter-Nypels, 1857, 16 p. (lire en ligne).

## Héritage artistique
L'importance de l'héritage artistique des trois frères Schaepkens est limitée. Théodore a réussi à acquérir une certaine renommée de son vivant, notamment pour ses grands tableaux d'histoire et ses peintures religieuses, mais plus tard son œuvre est tombée dans l'oubli. En 1936, diverses œuvres des frères Schaepkens sont exposées à Maastricht. Théodore Schaepkens revient brièvement sous le feu des projecteurs en 1990, lorsque le Musée des Bons-Enfants présente un grand nombre de ses peintures, dessins et gravures dans une exposition sur le climat artistique du XIXe siècle à Maastricht. À cette occasion, un catalogue est publié, dans lequel cinq auteurs ont mis en lumière divers aspects de sa vie et de son art.